# Deutsch-Baltische Studentenverbindungen

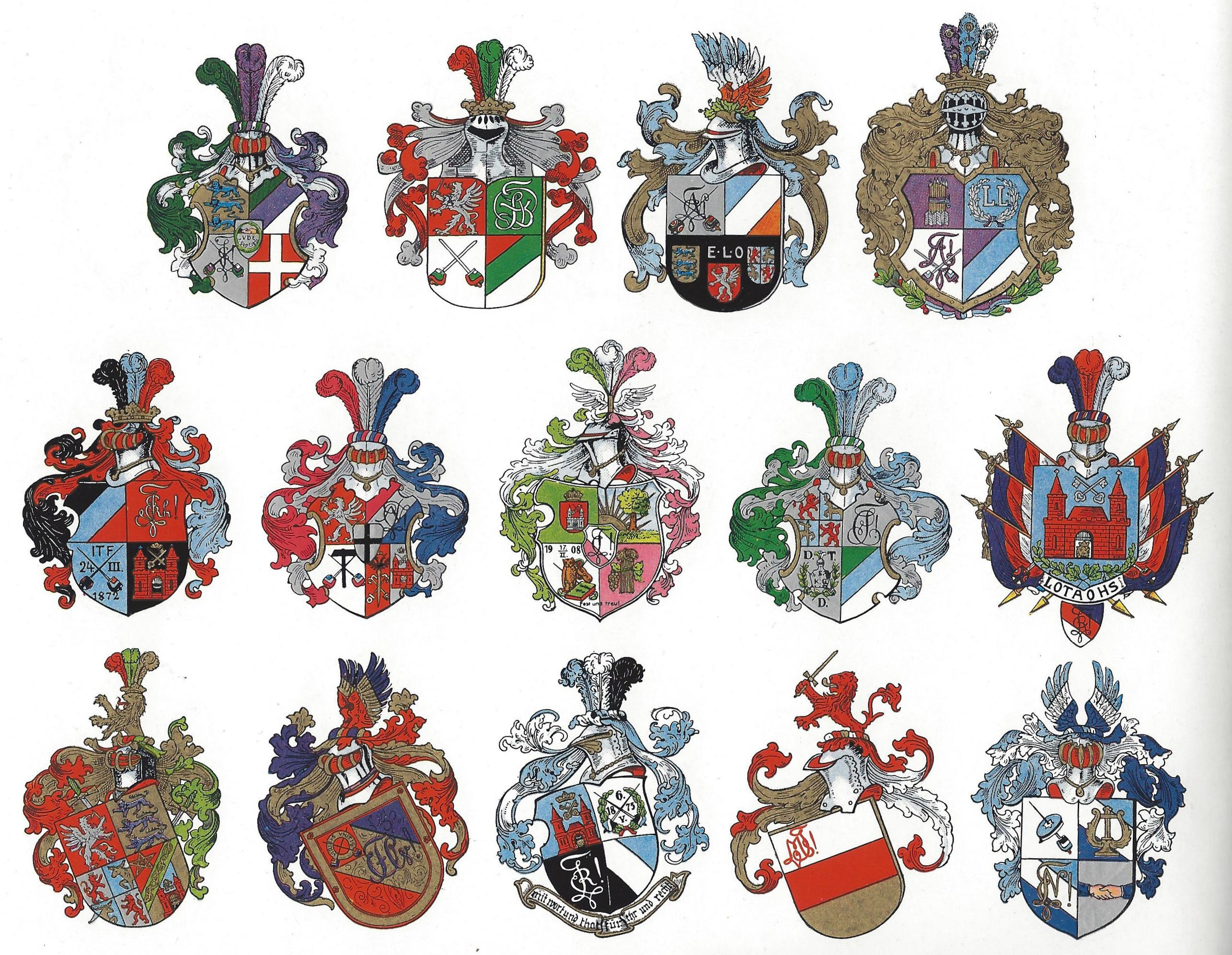
Wappen der deutschen Verbindungen in Dorpat, Riga und St. Petersburg (1931)

Als Deutsch-Baltische Studentenverbindungen bezeichnet man die Studentenverbindungen der Deutsch-Balten an der Universität Dorpat, der Universität Lettlands, der Universität Sankt Petersburg und der Lomonossow-Universität. Nach der Umsiedlung der Deutsch-Balten 1939 und dem Zweiten Weltkrieg formierten sich Deutsch-Baltische Studentenverbindungen in Hamburg, Göttingen, München, Marburg, Frankfurt am Main und Tübingen.

## Deutsch-Balten auf deutschen Universitäten

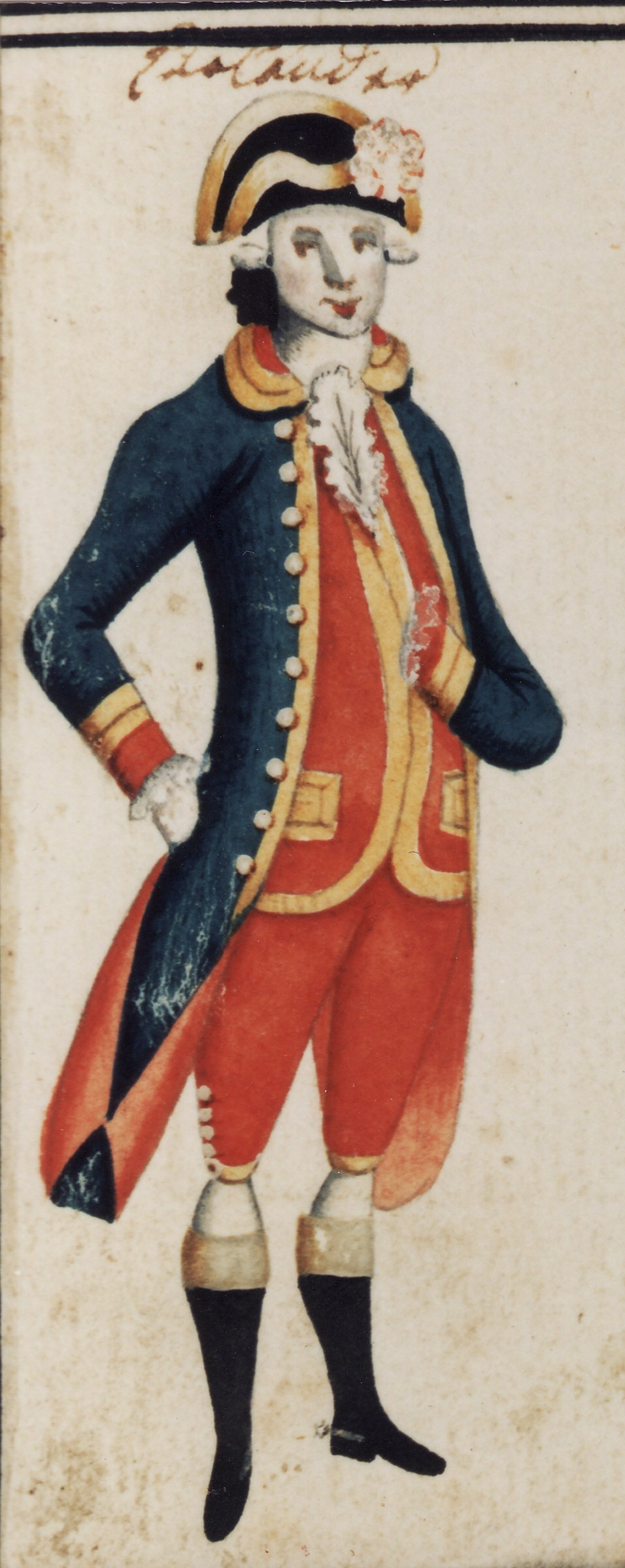
Uniform der kurländischen Landsmannschaft in Göttingen 1773

Die Söhne dieser Familien studierten von jeher auf Universitäten im deutschen Sprachgebiet. So ist bereits seit dem 17. Jahrhundert ein landsmannschaftlicher Zusammenschluss von Deutsch-Balten an einer deutschen Hochschule überliefert. In Göttingen ist zum Beispiel für 1772, 1778 und 1780 eine „Landsmannschaft der Kurländer“ nachweisbar. Bereits damals zeichneten sich die Kurländer durch eine farblich gekennzeichnete Uniform aus. Sie trugen in Göttingen einen blauen Rock mit roten Unterkleidern, wobei Kragen, Rock und Weste gelb abgesetzt waren. Die Kokarde war weiß. Auch später sind zahlreiche Landsmannschaften der Liv- und Kurländer als studentische Vereinigungen im deutschen Raum nachweisbar.
Als mit den Corps um das Jahr 1800 die ersten Studentenverbindungen im heutigen Sinne entstanden, bildeten sich an der Universität Jena am 4. Dezember 1801 und an der Georg-August-Universität Göttingen im Wintersemester 1804/05 jeweils eine Curonia („Kurland“). Die erste Curonia, die sich „Corps Curonia“ nannte, bestand 1810 an der Ruprecht-Karls-Universität Heidelberg. Weitere Universitäten, in denen kurländische Corps für das 19. Jahrhundert nachgewiesen sind, waren Berlin und Bonn. An allen diesen Universitäten trugen die Kurländer die Farben grün-blau-weiß, wobei in Jena die Farben der örtlichen Tradition entsprechend von unten gelesen wurden. Weite Verbreitung bei diesen Corps fand auch der lettische Wahlspruch Tam draugam draugs! (TDD).
In Göttingen haben in der ersten Hälfte des 19. Jahrhunderts insgesamt nacheinander sechs Convente mit Namen „Curonia“ bestanden. Pastor Franz Oehme schreibt in seinen „Göttinger Erinnerungen“ (erschienen in Gotha 1873) über den Zeitraum von 1824 bis 1826 (Zeit des V. Göttinger Curonen-Conventes):
„Die Kurländer stehen oben an. Der Zahl nach nur klein, aber durch edle Haltung ausgezeichnet. Excesse hat kein Kurländer begangen, durch welche ein Tadel auf die Verbindung fallen könnte. Wo es Studentenehre betraf mit dem Schläger in der Hand, trat der Kurländer gegen keinen zurück… In ihrer Verbindung waren nicht solche, die sich hervortaten, die renommierten, sich auffallend kleideten, oder zu erkennen gaben, daß sie reiche Edelleute seien – und doch erkannte jeder ihren Wert an und freute sich, mit ihnen in Verbindung zu stehen. Es ist aber auch nicht zu leugnen; sie hatten etwas Abgeschlossenes.“
Von diesem fünften Göttinger Curonen-Convent, der von 1823 bis 1827 bestand, ist eine Mitgliederliste mit 31 Namen erhalten. Auf dieser Liste stehen 26 Adlige, darunter 19 Barone, 4 Grafen und ein russischer Fürst.
Familiäre Verbindungen bestehen zu grünen und weißen Corps, vor allem zu Guestphalia Heidelberg und Franconia Jena.

## Baltische Universitäten
Im Jahre 1802 wurde die Kaiserliche Universität Dorpat, gelegen im Gouvernement Livland, durch den damals reformgesinnten Kaiser Alexander I. begründet. Diesmal nach Eigenansätzen der Estländischen Ritterschaft, also des landbesitzenden deutschbaltischen Adels. Daraufhin formierte sich im Jahre 1808 auch in Dorpat eine Curonia als Verbindung der Studierenden mit Herkunft aus dem Gouvernement Kurland. Einige Jahre später wurden dann auch die Landsmannschaften der Estländer, der Livländer und der Rigenser, die Estonia, die Livonia und die Fraternitas Rigensis, gegründet.
Unter ihren Mitgliedern fand sich eine Anzahl von Studenten, die auch vorher schon Mitglieder einer Curonia im deutschen Raum gewesen waren. Sie brachten präzise Vorstellungen mit, wie das Studentenleben zu organisieren sei. Durch diese Beziehungen entwickelte sich auch im Baltikum das Verbindungswesen nach deutschem Vorbild. Besonders der Göttinger Comment und die Göttinger Fechtweise wurden übernommen.
Als im Jahre 1862 in Riga eine technische Hochschule eröffnete, das so genannte Polytechnikum, gründeten sich auch hier verschiedene Corps, so die Fraternitas Baltica (1865), die Concordia Rigensis (1869), das Corps Rubonia (1875) und die Fraternitas Marcomannia (1902), die später nach Moskau verlegte. Bei den Neugründungen in Riga spielte die landsmannschaftliche Herkunft der Studenten bereits keine Rolle mehr. Es folgten in Dorpat und Riga in den nächsten Jahrzehnten weitere Neugründungen, Umbenennungen und Verlegungen.
Seit 1847 bestand auch in Sankt Petersburg ein deutsch-baltisches Corps mit Namen Nevania, dessen Tradition 1970 auf das Corps Concordia Rigensis überging. In Sankt Petersburg wurde auch 1909 die Fraternität Hyberborea gegründet, welche dann 1918 als Fraternitas Normannia nach Dorpat verlegte.
Um die Mitte des 19. Jahrhunderts gründeten auch Studenten anderer im Baltikum vertretener Nationen Studentenverbindungen nach dem deutsch-baltischen Muster. So entstanden Verbindungen der Esten (die Vironia, 1900; die Fraternitas Estica, 1907), der Letten (die Lettonia, 1870; die Selonia, 1880), der Polen (die Polonia, 1828; die Arkonia, 1879; die Welecja, 1883) und der Russen (die Fraternitas Arctica 1880).

## Baltische Besonderheiten

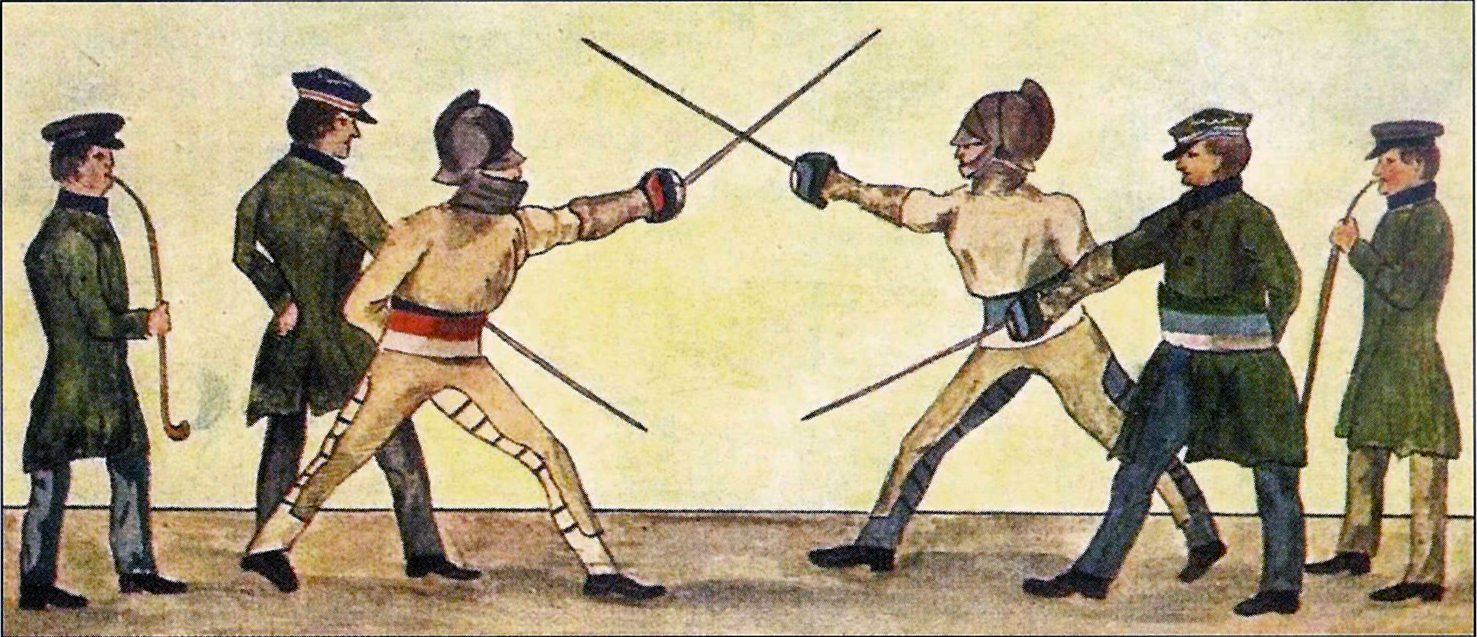
Mensur in Dorpat mit dem typischen Lederhelm (1820er Jahre)

Die Besonderheit gegenüber der Entwicklung in Deutschland war, dass sich die auf dem frühen Corpsstudententum basierende, zuerst landsmannschaftlich ausgerichtete Verbindungsform im Baltikum voll und ganz durchsetzte und spätere Entwicklungen hier nicht Fuß fassen konnten. Das lag hauptsächlich an der übersichtlichen Situation im Baltikum. Die Zahl der Studenten und der Familien, aus denen sie stammten, war begrenzt, man kannte sich, und für viele unterschiedliche Verbindungsarten gab es gar keinen Raum.
Das baltische Verbindungsstudententum gilt auch unter Studentenhistorikern als „Überlieferungsinsel“ der frühen Sitten und Gebräuche in Deutschland. Da in Deutschland aufgrund der schlechten Quellenlage durch die vielen Verbote manchmal Lücken bei der Erforschung studentischer Bräuche bleiben, werden baltische Überlieferungen aus späteren Zeiten gern zur Erklärung älterer deutscher Phänomene herangezogen.
So hatten die baltischen Studentenverbindungen an der zunehmenden Formalisierung der studentischen Kneipe keinen Anteil. Bis heute sitzt man zwanglos zusammen, der Senior sitzt als Leitender mitten unter den Teilnehmern.
Bei der Mensur, dem studentischen Fechten mit scharfen Waffen, gab es im Baltikum nicht die Entwicklung in Richtung „Bestimmungsmensur“, bei der ohne vorangegangene Beleidigungen ausschließlich zur Ausbildung der Persönlichkeit gefochten wird. Bis ins Jahr 1939 wurden im Baltikum mit dem Korbschläger, wenn nötig auch mit der Duellpistole, grundsätzlich nur Ehrenstreitigkeiten ausgetragen. Die Ausrüstung und die Durchführung des Fechtens entsprach auch bis 1939 dem Stand, wie er in Deutschland um die Mitte des 19. Jahrhunderts üblich war. Wer sich als „Antiduellant“ bekannte, brauchte überhaupt nicht mit scharfen Waffen gegen irgendjemanden anzutreten.
Auf der anderen Seite entstanden aber auch ganz andere Sitten und Formen des Verbindungslebens, die als typisch baltische Entwicklungen anzusehen sind. So war das auf studentischen Kneipen übliche Getränk Bier im Baltikum schwer zu bekommen. Die Studenten verlegten sich auf den ortsüblichen Wodka, der im Zusammenhang mit kleinen Speisen genossen wurde (Siehe auch: Wodka) und bis heute wird. Auch ein Samowar, aus dem Tee serviert wird, gehört bis heute zu einer baltischen Studentenkneipe.
Besonderheiten gibt es bis heute auch bei der Couleur, den in Verbindungsfarben gehaltenen Erkennungszeichen. So ist die Studentenmütze, im Baltikum „Deckel“ genannt, in der Regel oben mit einem Stern, dem so genannten Baltenstern, bestickt. Neumitglieder, die so genannten Füchse, tragen bei einigen baltischen Verbindungen kein Brustband (auch dies ist noch heute üblich). Der „Deckel“ der Füchse zeigt auch keine Verbindungsfarben und ist bei einigen baltischen Verbindungen ganz in schwarz gehalten.
Weitere baltische Besonderheiten bestehen in der Terminologie. So heißt der Senioren-Convent im Baltikum „Chargierten-Convent“, abgekürzt „Ch!-C!“ mit Ausrufezeichen statt Punkten als Abkürzungszeichen. Der Fuchsmajor heißt „Oldermann“ und das Korporationshaus wird „Conventsquartier“ („C!Q!“) genannt.

## Nach dem Ersten Weltkrieg

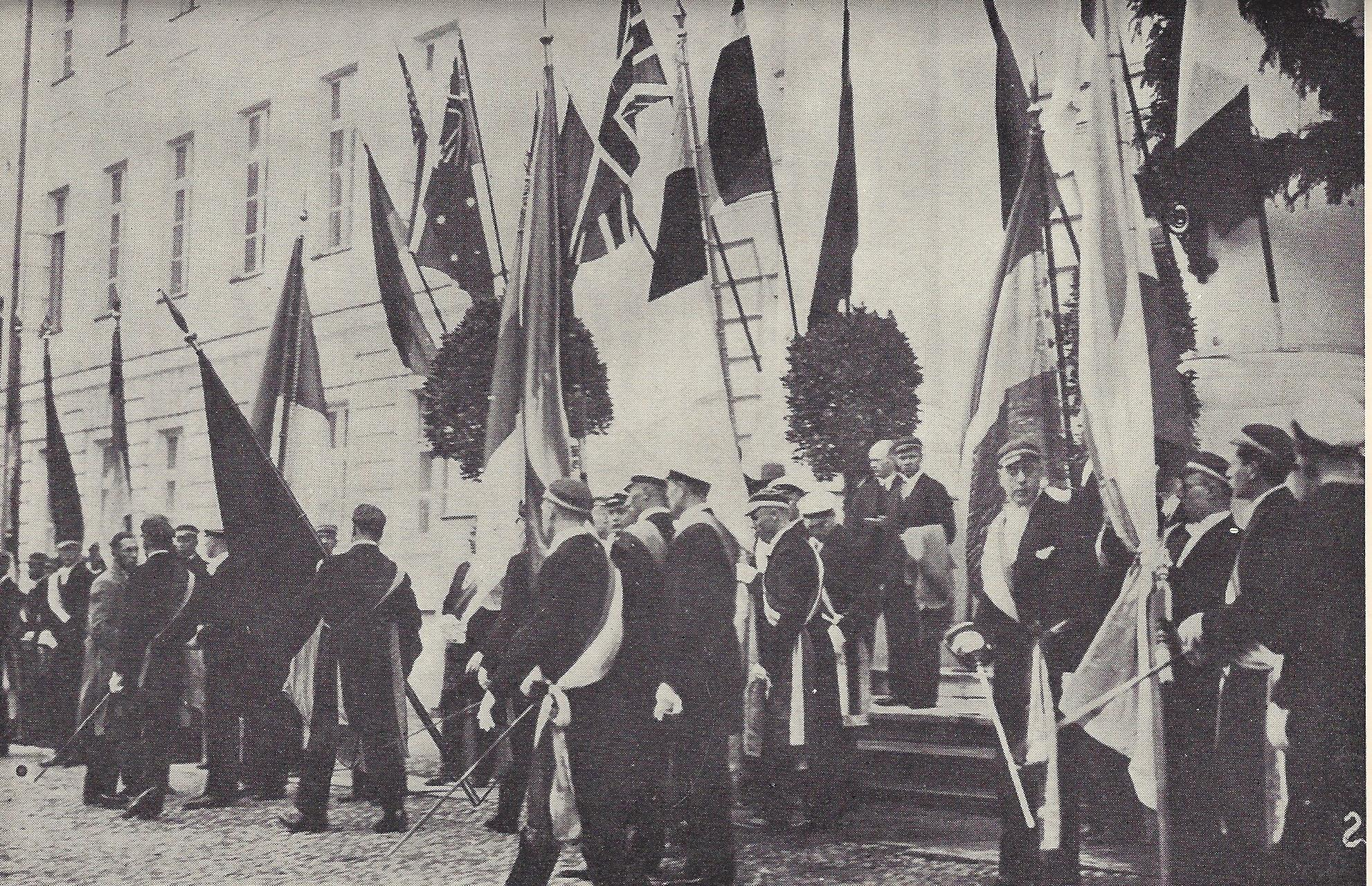
300-Jahr-Feier der Universität Dorpat (1932)

Nach dem Ende des Ersten Weltkrieges und der Gründung der unabhängigen baltischen Staaten mussten die deutschbaltischen Verbindungen von Dorpat nach Riga umsiedeln. Gleichzeitig gründeten sich die ersten Verbindungen baltischen Typs in Deutschland, da viele Studenten nun woanders weiterstudierten. So entstand in Jena 1922 ein Zweig-Convent der Curonia, der enge Beziehungen zu den dortigen Corps unterhielt und bis 1934 bestand. Von 1921 bis 1931 gab es einen Tochterconvent der Fraternitas Academica Dorpat in Berlin und ab 1924 einen Tochterconvent der Rubonia Riga in München. Von 1922 bis 1930 existierte in Danzig die Fraternitas Dorpatensis und in Hannover die Baltonia. Etwa 800 Philister in Deutschland schlossen sich im Baltischen Akademischen Delegiertenconvent (D!C!) zusammen.
In der Zeit der Unabhängigkeit der baltischen Staaten zwischen den Weltkriegen begann die große Zeit der estnischen und lettischen Studentenverbindungen. Besonders in den 1920er Jahren wurden viele Verbindungen dieser Art gegründet, die sich als Einrichtungen zur Pflege der nationalen Identität der baltischen Völker verstanden, obwohl sie den von Deutschbalten entwickelten Traditionen folgten. Interessant dabei war, dass sich sehr viele Damenverbindungen (Sororitates) gründeten, die auch die Traditionen – mit Ausnahme des studentischen Fechtens – weitgehend übernahmen.

## Nach dem Zweiten Weltkrieg
Nach der Umsiedlung 1939 aufgrund des Deutsch-Sowjetischen Grenz- und Freundschaftsvertrages und den politischen Umwälzungen des Zweiten Weltkriegs schien das Ende des baltischen Verbindungsstudententums besiegelt. Doch schon bald nach 1945 erhoben sich Stimmen, die auf eine Wiedergründung drängten. Das ging nur in der damals neu entstandenen Bundesrepublik Deutschland. Bald formierten sich das Corps Concordia Rigensis und die Curonia Goettingensis in Hamburg und Göttingen. Sie wurden in den Kösener SC-Verband aufgenommen.
Mehr in der alten Eigenständigkeit lag die Baltische Corporation Fraternitas Dorpatensis zu München. 1947 entstand die Corona Dorpatensis in Marburg und 1954 die Hanseatia Dorpatensis in Frankfurt am Main. In Tübingen bestand von 1951 bis etwa 1970 die AV Contubernium Dorpatense. Die sog. Dorpatensen, die in den 1950er Jahren mit der Fraternitas Dorpatensis zeitweise einen gemeinsamen Senioren-Convent bildeten, wurden in den späten 1960er Jahren zum Teil zu liberal (in Marburg) oder hatten durch Ablegung der baltischen Eigenheiten (in Tübingen) ihren Charakter so verändert, dass sie bald keinen Nachwuchs mehr fanden.
Die Philister der in Deutschland wiederentstandenen baltischen Verbindungen sind im Baltischen Philisterverband (B!Ph!V!) organisiert. 1951 gegründet, sieht er sich in der Tradition der Curonia von 1808 und will die Überlieferungen und Ideale des baltischen Burschentums wachhalten und fördern.
Als einzige russische Studentenverbindung ist die Fraternitas Arctica 1990 in Riga wiedererstanden.

## Unabhängigkeit der baltischen Staaten
Im Jahre 1964 wurde in Heidelberg die Tradition des Baltischen Völkerkommerses begründet, der sich zu einer mehrtägigen Wochenendveranstaltung entwickelt hat, in deren Rahmen neben dem eigentlichen Kommers auch ein Ball und ein Festakt stattfinden. Seit der Unabhängigkeit der baltischen Staaten 1991 findet die Veranstaltung – in enger Zusammenarbeit und Abstimmung mit den seit Ende des 19. Jahrhunderts entstandenen und nach der Wende aus dem Exil zurückgekehrten estnischen und lettischen Verbindungen – abwechselnd an deutschen (Hamburg, Göttingen, München), lettischen (Riga), estnischen (Tallinn, Tartu) und polnischen Hochschulorten (Danzig, Warschau) statt. 2001 wurde der Gesamtbaltische Völkerkommers erstmals auf polnischem Staatsgebiet ausgerichtet. So nahmen am 40. Baltischen Völkerkommers im Jahre 2003 in Tartu mehr als 53 baltische Korporationen teil. Nachfolgende Veranstaltungsorte waren Riga (2004), Hamburg (2005), Tartu (2006), Riga (2007), Göttingen (2008), Tartu (2009), Riga (2010), Warschau (2011), München (2012), Tartu (2013), Riga (2014), Danzig (2015), Hamburg (2016), Tartu/Dorpat (2017), Riga (2018), Warschau (2019). Geplant ist für 2020 der Austragungsort Heidelberg.
Zur Bildung von Netzwerken zwischen estnischen, lettischen und deutschen Korporationen wurde von deutsch-baltischen Corpsstudenten der Förderkreis Brücke zum Baltikum gegründet, der inzwischen Mitglied des europäischen Bildungsprogramms Leonardo da Vinci an der Technischen Universität Riga ist. Der FKB möchte einen Beitrag zur Integration des Baltikums in die Europäische Union leisten. So werden zum Beispiel Praktikumsplätze für baltische Studenten vermittelt, die Praktikanten vor Ort betreut und gesellschaftlicher Anschluss geboten; aber auch Besuche von Schülern, die in Deutschland studieren möchten, werden unterstützt. Die Schulen erhalten Spenden für Lehrmaterial.

## Liste der deutschbaltischen Korporationen
| Name                                              | Bestand                                                              | Farben                             | Alben |
| ------------------------------------------------- | -------------------------------------------------------------------- | ---------------------------------- | --- |
| Curonia                                           | Göttingen 1805 - 1829 Dorpat 1808–1918 Riga 1921–1938 Jena 1922–1934 | Grün-blau-weiß                     | Album Curonorum. Mitgliederverzeichnis der Curonia 1808–1883 (Alexander Bernewitz). Mitau 1885. Album Curonorum (Wilhelm Raeder und E. Bettac). Jurjew (Dorpat) 1903. Album Curonorum 1808–1932 (Wilhelm Raeder). Riga 1932. Nachtrag Bovenden. 1954. Album Curonorum II. o. O. 1978. Curonen-Nachkommen (Walther Prechtel). Hildesheim 1986 |
| Baltische Corporation Estonia Dorpat              | Dorpat 1821–1939                                                     | Grün-violett-weiß                  | Album Estonorum (Axel von Gernet). 2. Aufl. St. Petersburg 1896. Album Estonorum. 3. Aufl. 1910. Album Estonorum. 4. Aufl. Tallinn 1939. (Nachdruck 1961). Nachtrag (Ernst von Mühlendahl). 1955. Nachtrag (Gert Mechmershausen). Bovenden 1961. Nachtrag o. O. 1976. |
| Baltische Corporation Livonia Dorpat              | Dorpat 1822–1939                                                     | Rot-grün-weiß                      | Verzeichnis der Landsleute der Livonia (Alphons Thun). 1873. Album Dorpato-Livonorum (Theodor Beise). Dorpat 1875. Album Dorpati Livonorum (Alexander Ammon). Dorpat 1890. Nachtrag. Jurjew (Dorpat) 1897. Album Dorpato-Livonorum (Reinhard Ottow). 1908. Album Dorpati Livonorum. Nachtrag 1908–1924 (Heinrich Laakmann). 1925. Album Livonorum, Dorpat 1822–1939 (Wilhelm Lenz). Otterndorf 1958. Nachtrag. Otterndorf 1960. Nachtrag. Otterndorf 1964. Album Livonorum (Wilhelm Lenz). Lübeck 1972 |
| Baltische Corporation Fraternitas Rigensis Dorpat | Dorpat 1823–1919 Riga 1921–1938                                      | Blau-rot-weiß                      | Die Landsleute der Fraternitas Rigensis vom 21. Januar 1823 bis zum 21. Januar 1873. Album der Landsleute der fraternitas Rigensis 1823–1887 (Arend Berkholz). 1888. Album der Landsleute der Fraternitas Rigensis (1823–1898) (Arend Berkholz). 2. Auflage Riga 1898. Album fratrum Rigensium (1823–1910) (Arend von Berkholz und Wolfgang Gaethgens). 3. Aufl. Riga 1910. Nachtrag (Winfried Behling). Riga 1924. Album fratrum Rigensium (1823–1939) (Otto Hentzelt). Hamburg 1963. Nachtrag (W. Th. Gaehtgens). Hamburg 1965. Album fratrum Rigensium 1823–1979 (Robert Gross und Heinz Meyer-Eltz). Hechthausen 1981. |
| Fraternitas Baltica                               | Riga 1865                                                            | Rot-grün-gold                      | Album der Landsleute der Fraternitas Baltica 1865–1900 (Max Rosenkranz). Riga 1900. Album der Landsleute der Fraternitas Baltica 1865–1910 (Max Rosenkranz und Eugen Stieda). 2. Aufl. Riga 1910. Album der Landsleute der Fraternitas Baltica (Werner Fahrbach). 3. Auflage Aschaffenburg 1961. Nachtrag. Mainaschaff 1972 |
| Concordia Rigensis                                | Riga 1869–1939 Hamburg seit 1956                                     | Blau-gold-rot                      | Theodor Pernaux, Alexander Grosse, Arved Pussel: Album Concordiae Rigensis 1869–1909, Riga 1909. Concordia Rigensis. 29.11.1869–29.11.1969. Festschrift: Chronik, Album, Statistisches. Hamburg 1969. |
| Frat. Pharmaceutica Dorpatensis                   | Dorpat 1872–1932                                                     | Schwarz-blau-rot                   | Album Baltorum et Gotonorum 1872–1976 (W. Seidel). Hamburg 1977. |
| – als Gotonia                                     | Riga 1921–1938                                                       |                                    | |
| – als Baltonia                                    | Dorpat 1932–1939                                                     |                                    | |
| Corps Rubonia                                     | Riga 1875–1938 München 1923–1931                                     | Hellblau-weiß-schwarz              | Album der Landsleute der Rubonia 1875 bis 1900 (Oscar Fischer). Riga 1900. Album Rubonorum 1875–1910 (Herbert Balk). Riga 1910. Album Rubonorum 1875–1957 (Ernst Kühnert). Lübeck 1957. Album Rubonorum 1875–1972 (Woldemar Helb). 1972. |
| Neobaltia                                         | Dorpat 1879–1939                                                     | Blau-weiß-orange                   | Album der Landsleute der Neobaltia 1879–1904 (Georg Schnering) Album Neobaltorum 1879–1956 (Bruno von Lingen und Georg von Rieder). o. O. 1956 |
| Nevania                                           | St. Petersburg                                                       | Hellblau-weiß-dunkelblau           | Album Nevanorum 1847–1897 (Bruno Hinze). 1897. Album Nevanorum 1847–1908 (Erich Hesse). 2. Aufl. Dorpat 1909. |
| Frat. Academica                                   | Dorpat 1881–1939 Berlin 1921–1932                                    | Violett-blau-weiß                  | Album Fratrum Academicorum (Johann Brockhausen). Weidenau/Sieg 1960. 2. Ausg. München 1971. 3. Ausg. München 1981. |
| Frat. Marcomannia                                 | Riga 1902–1915 Moskau 1915–1917                                      | Weiß-rot-gold                      | Walter Lange: Die Corpsliste der Fraternitas Marcomannia zu Riga (1902–1918) und ihre Mitglieder des allgemeinen Verbandes (Fechtbodisten). Einst und Jetzt, Bd. 23 (1978), S. 215–230. |
| Frat. Hyperborea                                  | St. Petersburg 1909–1918                                             | Dunkelblau-silber-orange           | |
| Frat. Normannia                                   | St. Petersburg (1909)–1918 Dorpat 1920–1938 Reval 1931–1934          | Rot-silber-blau                    | Album Normannorum St.Petersburg–Dorpat (Georg von Rauch). München 1968. |
| Frat. Dorpatensis                                 | Freie Stadt Danzig 1922–1930                                         | Grün-weiß-blau                     | |
| Baltonia                                          | Hannover 1922–1929 (Baltisches Corps)                                | Schwarz-hellblau-weiß              | |
| Corona Dorpatensis                                | Marburg seit 1947                                                    | Schwarz-weiß-schwarz (kein Deckel) | Corona Dorpatensis Marburg. Album Fratrum 1947–1967 (Alfred Schönfeldt) [Anhang: Hanseatia Dorpatensis Frankfurt ]. o. O., o. J. |
| Frat. Dorpatensis zu München                      | München seit 1948 (Baltische Corporation)                            | Weiß-schwarz-weiß                  | Album Fratrum Dorpatensium (Patrick von Glasenapp und Hermann Walter). München 1963. 2. Aufl. (Peter Baron von der Howen). München 1973. 3. Aufl. (Torsten Keil). München 1993. 4. Aufl. (Günther von Bünau.). o. O. 1998. 5. Aufl. (Michael Baron von Grotthuss). München 2010 |
| Contubernium Dorpatense                           | Tübingen seit 1951                                                   | Schwarz-weiß-blau (kein Deckel)    | Contubernium Dorpatense Tübingen: Album Fratrum 1951–1966. o. O., o. J. |
| Hanseatia Dorpatensis                             | Frankfurt am Main 1954–1966                                          | Rot-schwarz-weiß (kein Deckel)     | s. Corona Dorpatensis Marburg |
| Curonia Goettingensis                             | Göttinger Senioren-Convent seit 1959                                 | Grün-blau-weiß                     | Hans-Dieter Handrack: Göttinger Album Curonorum. Osterode 2018. |
| Arminia Dorpatensis Theologischer Verein          | Dorpat 1850–1866, 1870-1883 Dorpat 1867-1939 Dorpat 1994–            | Schwarz-Weiß-Gold                  | Album des Theologischen Abends und der Arminia 1850–1900 (Theodor Pfeil). Jurjew (Dorpat) 1902. Album des Theologischen Vereins in Dorpat-Jurjew (Alfred Seeberg). Dorpat-Jurjew 1905. Nachtrag. Dorpat 1929. |

## In Deutschland studierende Mitglieder baltischer Korporationen (1924–1928)
Jahrbuch des baltischen Deutschtums in Lettland und Estland 1930
| Korporation                             | WS 1924/25 | SS 1925 | WS 1925/26 | SS 1926 | WS 1926/27 | SS 1927 | WS 1927/28 | SS 1928 | WS 1928/29 | SS 1929 |
| --------------------------------------- | ---------- | ------- | ---------- | ------- | ---------- | ------- | ---------- | ------- | ---------- | ------- |
| Curonia                                 | 12         | 12      | 9          | 11      | 11         | 12      | 18         | (15)    | (15)       | (15)    |
| Estonia                                 | 4          | 3       | 3          | 5       | 6          | 8       | 2          | 3       | 3          | 5       |
| Livonia                                 | 7          | 8       | 6          | 7       | 9          | 13      | 13         | 11      | 13         | 18      |
| Fraternitas Rigensis                    | 4          | 8       | 5          | 6       | 8          | 3       | 5          | 5       | 7          | 4       |
| Fraternitas Baltica                     | 12         | 13      | 10         | 8       | 3          | 8       | 5          | 3       | 5          | 5       |
| Concordia Rigensis                      | 4          | 3       | 1          | 3       | 0          | 0       | 0          | 0       | 2          | 2       |
| Rubonia                                 | 5          | 8       | 13         | 11      | 14         | 12      | 11         | 13      | 10         | 12      |
| Neobaltia                               | 6          | 6       | 5          | 4       | 3          | 3       | 4          | 2       | 3          | 2       |
| Fraternitas Academica                   | 17         | 17      | 20         | 19      | 14         | 19      | 16         | 18      | 19         | 20      |
| Gotonia                                 | 0          | 0       | 0          | 0       | 0          | 0       | 0          | 0       | 3          | 4       |
| Fraternitas Pharmaceutica Dorpat        | 0          | 0       | 0          | 0       | 0          | 0       | 0          | 0       | 0          | 0       |
| Fraternitas Dorpatensis                 | 19         | 17      | (15)       | (15)    | 15         | (11)    | 11         | 10      | 6          | 5       |
| Baltonia                                | 0          | 0       | 8          | 7       | 5          | 4       | 4          | 4       | 5          | 2       |
| Verband deutscher Studentinnen          | 0          | 0       | 0          | 1       | 0          | 0       | 0          | 0       | 0          | 0       |
| Verband deutsch-baltischer Studentinnen | 0          | 0       | 0          | 1       | 0          | 0       | 0          | 0       | 0          | 0       |
| Fraternitas Normannia                   | 0          | 0       | 0          | 1       | 0          | 0       | 0          | 0       | 0          | 0       |
| Insgesamt                               | 90         | 95      | 95         | 99      | 87         | 93      | 89         | 84      | 91         | 93      |